# Albina Francitorra Aleñà
Albina Francitorra i Aleñà (Barcelona, 3 de febrer de 1912 - 31 de desembre de 2013) fou una periodista i escriptora barcelonina de finals dels anys vint i començament dels trenta. Es llicencià en Filologia Catalana als setanta anys. Fou secretària, administradora i arxivera de la seva filla Montserrat Roig Fransitorra.

## Biografia
Nascuda en el si d'una família petit-burgesa, era la petita de tres germans. El pare era mestre d'obres i la mare, mestressa de casa. Vivien al carrer de Llúria en ple Eixample barceloní. Als set anys va iniciar la seva vida escolar amb les monges salesianes. Als dotze va emmalaltir d'una forta anèmia i va haver de deixar l'escola. S'educava a casa amb una professora particular i també estudiava piano.
Arribada a l'adolescència, se sentia molt insatisfeta amb les limitacions que la societat imposava a les noies. Convençuda que volia fer alguna cosa més que esperar un marit, va estudiar comptabilitat, taquimecanografia i francès. I, en contra de la voluntat del seu pare i germà, es va buscar una feina en una casa d'aparells fonogràfics.
Noia decidida i emprenedora, amant de la lectura i el cinema, a les acaballes dels anys vint va començar a escriure. Presentà un conte a un concurs literari convocat per la revista El hogar i la moda i en va sortir guanyadora. A partir de llavors va publicar assíduament contes i assaigs a les revistes: La Rambla, La dona catalana, Catalunya ràdio (revista) i Nosaltres sols (diari), entre d'altres. Ella mateixa quan enllestia un article, el portava a la redacció de torn i es deixava veure per les tertúlies literàries, especialment la Penya de Can Vilaró, que tenia lloc a la rebotiga de Ramon Vilaró, al carrer de Ferran. Allà es reunien alguns socis de l'Ateneu Barcelonès com ara: Josep Maria de Segarra, Ventura Gassol, Carme Monturiol, Prudenci Bertrana etc. i es parlava d'art, literatura, teatre i política. Albina Francitorra era catalanista i republicana. En una d'aquelles reunions va coincidir amb un antic amic de família: l'advocat i escriptor Tomàs Roig i Llop, home conservador i creient que havia guanyat uns Jocs Florals el 1919 i era molt aficionat al teatre.
Poc després d'haver-se proclamat la República, es van retrobar. Albina tenia dinou anys i Tomàs era deu anys més gran. Van simpatitzar i el 13 de setembre de 1931 van formalitzar la relació. Es van casar el 28 de gener de 1932 a la Capella de la Mare de Déu de l'Esperança de Barcelona. Ben aviat van arribar els fills: Maria Isabel, el desembre d'aquell mateix any, Maria Rosa (1935), Glòria (1936), Joan Antoni (1941), Maria Albina (1942), Montserrat (1946) i, finalment, la Carmina (1949).
Un cop casada, Albina Francitorra va escriure durant un temps, però els fills, la guerra, la postguerra i les obligacions familiars, l'apartaren del panorama literari actiu, tot i que la casa dels Roig-Fransitorra acollí sempre les visites d'artistes, poetes i escriptors que protagonitzaven animades tertúlies, a les quals tenien accés els nens. Això i el fet que el seu marit era president de l'entitat teatral FESTA, segurament va influir en la vocació de tres de les filles: Glòria Roig (actriu) Montserrat Roig (inicialment actriu, escriptora i periodista) i Carmina Roig (guionista).
Aquesta gran família, on predominaven les dones, va ser el nucli que més endavant inspiraria algunes de les novel·les de Montserrat Roig.
Albina Francitorra mai renuncià als seus anhels. Fou escriptora, amant de les arts, esposa i mare de set fills (alguns amb una forta personalitat), republicana i catalanista, d'esquerres, feminista, professora de català en temps de prohibicions i secretària i arxivera de la seva filla Montserrat. Va aprendre a conduir als 64 anys, va anar a la universitat i es llicencià en Filologia Catalana als 70 anys.
Traspassats el seu marit Tomàs i cinc fills, va viure en plena lucidesa fins als cent un anys.
El 2020 Edicions Llop Roig va publicar el llibre De la vida que passa. Jove, feminista, catalanista i escriptora, un recull d'articles i contes d'Albina Francitorra editats en la premsa barcelonina entre el 1929 i el 1933 i dos d'inèdits, que inclou també una biografia de l'escriptora, a càrrec de Betsabé Garcia.